# Commission des États-Unis sur la liberté religieuse internationale
La Commission des États-Unis sur la liberté religieuse internationale (USCIRF) est une commission du gouvernement fédéral américain créée par Loi de 1998 sur la liberté religieuse internationale (IRFA). Ses principales responsabilités sont d'examiner les faits et les circonstances des violations de la liberté religieuse au niveau international et de faire des recommandations politiques au Président, au Secrétaire d'État et au Congrès.
Les commissaires de l'USCIRF sont nommés par le président et les dirigeants des deux partis politiques au Sénat et à la Chambre des représentants. 

## Histoire
L'USCIRF a été autorisée par la Loi de 1998 sur la liberté religieuse internationale, qui a institué, :
- Un Bureau de la liberté religieuse internationale au sein du Département d'État des États-Unis, dirigé par un ambassadeur itinérant pour la liberté religieuse dans le monde.
- Un mandat demandant au Département d’État de préparer des rapports annuels sur la liberté religieuse internationale.
- L’obligation de désigner les pays les plus gravement touchés par les violations de la liberté religieuse comme des pays particulièrement préoccupants (CPC) et de prendre des mesures politiques en réponse à toutes les violations de la liberté religieuse en tant qu’élément spécifique des programmes de politique étrangère des États-Unis, des échanges culturels et de la radiodiffusion internationale.
- La Commission des États-Unis sur la liberté religieuse internationale (USCIRF)[3].

La législation autorisant l'USCIRF stipulait que la Commission prendrait fin le 30 septembre 2011, à moins qu'elle ne soit reconduite ou qu'elle ne bénéficie d'une prolongation temporaire. Après plusieurs prolongations accordées par le Congrès, la Commission a été reconduite pour une durée de sept ans (jusqu'en 2018), en décembre 2011, grâce à un nouveau projet de loi de reconduction adopté par les deux chambres après deux amendements. Ceux-ci stipulent que le mandat des commissaires serait limité à deux ans et que ces derniers seraient soumis aux mêmes restrictions de voyage que les employés du Département d'État,.
En 2016, le Congrès américain a adopté et le président Barack Obama a signé la loi Frank R. Wolf sur la liberté religieuse internationale, qui a modifié la loi de 1998 de diverses manières, notamment en ajoutant une procédure de désignation pour les intervenants non étatiques.

## Fonctions et responsabilités
La Commission sur la liberté religieuse internationale étudie et surveille les questions internationales de liberté religieuse. Elle est autorisée à effectuer des missions d’enquête dans d’autres pays et à tenir des réunions publiques.
Elle publie un rapport annuel qui comprend des recommandations politiques au gouvernement américain, basées sur l'évaluation des faits et des circonstances des violations de la liberté religieuse dans le monde.

## Commissaires
La loi de 1998 sur la liberté religieuse internationale prévoit que la Commission sera composée de dix membres :
- Trois membres sont nommés par le président des États-Unis.
- Trois membres sont nommés par le président pro tempore du Sénat : deux sont nommés sur recommandation du chef du parti politique au Sénat qui n'est pas celui du président, et un est nommé sur recommandation du chef de l'autre parti politique au Sénat.
- Trois membres sont nommés par le Président de la Chambre des représentants : deux sont nommés sur recommandation du chef  du parti politique à la Chambre  qui n'est pas celui du président, et un est nommé sur recommandation du chef de l'autre parti politique à la Chambre.
- L'ambassadeur itinérant pour la liberté religieuse internationale, en tant que membre d'office sans droit de vote.

La loi sur la liberté religieuse internationale (IRFA) stipule que « les membres de la Commission seront choisis parmi des personnalités reconnues pour leurs connaissances et leur expérience dans les domaines liés à la question de la liberté religieuse internationale, notamment les affaires étrangères, l'expérience vécue à l'étranger, les droits de l'homme et le droit international ». Les commissaires ne sont pas rémunérés pour leur travail au sein de la Commission, mais ils disposent d'un budget de déplacement et d'un personnel de 15 à 20 membres. Le mandat de chaque commissaire dure deux ans et il est renouvelable.
Au 16 septembre 2024, les commissaires actuels sont :
| Commissaire                  | Nommé par       | Fin du mandat | Détails |
| ---------------------------- | --------------- | ------------- | --- |
| Stephen Schneck (Président)  | Joe Biden       | Mai 2026      | Directeur exécutif retraité du réseau d'action franciscain ; ancien professeur associé à l'Université catholique d'Amérique (UCA) ; ancien directeur de l'Institut de recherche politique et d'études catholiques de l'UCA ; ancien membre du conseil consultatif du Bureau des partenariats confessionnels et de voisinage de la Maison-Blanche |
| Eric Ueland (Vice-Président) | Mitch McConnell | Mai 2026      | Ancien sous-secrétaire d'État par intérim pour la sécurité civile, la démocratie et les droits de l'homme ; ancien directeur du Bureau des ressources d'assistance étrangère au Département d'Etat des Etats-Unis ; ancien conseiller de Trump à la Maison- Blanche ; ancien collaborateur du Capitole                                           |
| Mohamed Elsanousi            | Joe Biden       | Mai 2026      | Directeur exécutif du réseau des artisans de paix religieux et traditionnels, ancien directeur des relations interreligieuses et gouvernementales de la Société islamique d'Amérique du Nord |
| Maureen Ferguson             | Mike Johnson    | Mai 2026      | Membre senior de l'Association catholique ; co-animatrice de l'émission de radio nationale Conversations with Consequences ; membre du conseil d'administration du National Catholic Prayer Breakfast (petit-déjeuner national de prière catholique)                                                                                             |
| Susie Gelman                 | Joe Biden       | Mai 2025      | Présidente du conseil d'administration (2016-2023), Israel Policy Forum ; ancienne présidente de la Fédération juive du Grand Washington ; membre du conseil d'administration de l'Université hébraïque ; ancienne présidente de la Fondation Goldman pour l'environnement                                                                       |
| Vicky Hartzler               | Mike Johnson    | Mai 2026      | Ancienne membre (2011-2023) de la Chambre des représentants des États-Unis (MO-4) |
| Asif Mahmood                 | Hakeem Jeffries | Mai 2026      | Président de l'Organisation pour la sécurité dans les médias sociaux (OFSSMS) ; membre du conseil d'administration de Hope the Mission ; médecin, militant des droits de l'homme, organisateur communautaire interracial et interreligieux, et philanthrope                                                                                      |
| Meir Soloveichik             | Mitch McConnell | Mai 2026      | Rabbin de la Congrégation Shearith Israël ; directeur du Centre Straus pour la Torah et la pensée occidentale à l'Université de Yeshiva ; chercheur principal au Tikvah Fund |
| (poste vacant)               | Chuck Schumer   |               | |

L'ambassadeur itinérant du département d'État pour la liberté religieuse internationale, actuellement Mark Walker depuis avril 2025, est membre d'office, sans droit de vote, de la Commission.
Parmi les anciens présidents et commissaires, on peut citer : Nury Turkel (président), Abraham Cooper (président), Nadine Maenza (présidente), Frank Wolf, Sharon Kleinbaum, Tom Reese, SJ, Khizr Khan, Katrina Lantos Swett (présidente), Tony Perkins (président), David Saperstein (président), Michael Cromartie (président), Preeta D. Bansal (présidente), Gayle Conelly Manchin (présidente), Gary Bauer, John Hanford, Khaled Abou El Fadl, Charles J. Chaput, Michael K. Young (président), Firuz Kazemzadeh, Shirin R. Tahir-Kheli, John R. Bolton, Elliot Abrams (président), Felice D. Gaer (présidente), Azizah Y. al-Hibri, Leonard Leo (président), Richard Land, Tenzin Dorjee (président) et Kristina Arriaga de Bucholz.

## Désignations

Pays désignés dans le rapport annuel 2023 de l'USCIRF comme pays particulièrement préoccupants (CPC) ou inclus dans la liste de surveillance spéciale (SWL)

La loi sur la liberté religieuse internationale impose au président, qui a délégué cette fonction au secrétaire d’État, de désigner comme « pays particulièrement préoccupants » ("CPC"), les pays qui commettent des violations systématiques, permanentes et flagrantes de la liberté religieuse. Conformément à la Loi de 1998 (IRFA), la Commission des États-Unis pour la liberté religieuse internationale (USCIRF) recommande les pays qui, à son avis, répondent au seuil des pays particulièrement préoccupants et devraient être désignés comme tels.
En plus de recommander des pays pour la désignation "CPC", l'USCIRF recommande également d'ajouter des pays à la liste de surveillance spéciale du département d'État (SWL). La "SWL" est destinée aux pays dont les gouvernements commettent ou tolèrent de graves violations de la liberté de religion, mais qui ne répondent pas aux trois critères du CPC, à savoir « systématiques, permanentes et flagrantes ». Les violations dans les pays figurant sur la liste SWL doivent répondre à deux de ces trois critères.
Dans son rapport de 2023, l'USCRIF a recommandé que les pays suivants soient déclarés comme pays particulièrement préoccupants : Afghanistan, Chine, Cuba, Érythrée, Inde, Iran, Myanmar, Nicaragua, Nigéria, Corée du Nord, Pakistan, Russie, Arabie saoudite, Syrie, Tadjikistan, Turkménistan et Vietnam. En outre, l'USCIRF a recommandé que l'Algérie, l'Azerbaïdjan, la République centrafricaine, l'Égypte, l'Indonésie, l'Irak, le Kazakhstan, la Malaisie, le Sri Lanka, la Turquie et l'Ouzbékistan soient inclus dans la liste de surveillance spéciale (SWL) du Département d'État.

### Inde
L'USCIRF a mentionné à plusieurs reprises l'Inde comme un pays particulièrement préoccupant ou sur la liste de surveillance spéciale. Ces rapports ont été critiqués par la presse indienne . Dans un éditorial, le Pioneer l'a qualifié de « fiction », « biaisé » et « surpassant Goebbels ». Il a critiqué l'USCIRF pour avoir fait passer le massacre de 58 passagers hindous pour un accident. Il a également accusé l'USCIRF d'avoir indirectement légitimé le meurtre de Swami Lakshamananda, un religieux hindou et activiste social.
Les dirigeants chrétiens d'Odisha ont défendu l'Inde : l'archevêque Raphael Cheenath a déclaré que l'Inde restait laïque, le président du Forum des minorités d'Odisha a affirmé que, malgré une petite campagne de haine contre les minorités, la majorité de la société avait été « cordiale et solidaire », et le Front laïc d'Orissa a indiqué que, malgré les émeutes de 2002 et 2008, l'Inde avait une base laïque solide.
Dans le rapport de l'USCIRF de 2019, le président Tenzin Dorjee a exprimé son désaccord avec la désignation de l'Inde comme CPC par la commission, indiquant avoir vécu en Inde pendant 30 ans en tant que réfugié religieux et déclarant que « l'Inde est une société ouverte avec un système démocratique et judiciaire solide. L'Inde est une grande civilisation et, depuis les temps anciens, elle est un pays multiconfessionnel, multilingue et multiculturel. »
Plusieurs groupes musulmans, sikhs et chrétiens indo-américains ont salué l'USCIRF pour son rapport de 2021 dans lequel elle a recommandé que l'Inde soit désignée comme un « pays particulièrement préoccupant (CPC) » en raison de la détérioration constatée de la liberté religieuse dans le pays.

### Égypte
Avant la visite de l’USCIRF en Égypte en 2001, certains dirigeants coptes d’Égypte ont protesté, considérant cette visite comme une forme d’impérialisme américain. Par exemple, Mounir Azmi, membre du Conseil de la communauté copte, a déclaré que, malgré les problèmes rencontrés par les coptes, la visite était une « vile campagne contre l’Égypte » et ne serait d'aucune utilité. Un autre critique a qualifié cette visite d'« intervention étrangère dans nos affaires intérieures ». Finalement, l'USCIRF a pu rencontrer le pape copte orthodoxe Shenouda III et Mohammed Sayed Tantawi de l'Université al-Azhar, mais d'autres ont refusé de rencontrer la délégation. Hisham Kassem, président de l'Organisation égyptienne des droits de l'homme, a estimé qu'insister sur les droits des chrétiens en Égypte risquait de contrarier les musulmans et donc d'aller à l'encontre du but recherché.

### Laos
Le tout premier ambassadeur itinérant des États-Unis pour la liberté religieuse internationale, Robert Seiple, a critiqué l'accent mis par l'USCIRF sur la répression des persécutions religieuses plutôt que sur la promotion de la liberté religieuse. Selon lui, l’USCIRF « ne faisait que maudire les ténèbres ». À titre d’exemple, il a souligné la décision de la Commission de désigner le Laos comme « pays particulièrement préoccupant » en 2002, malgré la libération de prisonniers religieux. Il a ajouté : « Ce qui a été conçu par erreur et mis en œuvre dans le chaos est désormais relégué aux oubliettes. À moins que la Commission ne trouve bientôt des bougies, le Congrès devrait éteindre les lumières ».
La Commission a répondu que, malgré ces libérations, le gouvernement marxiste du Pathet Lao au Laos maintenait des obstacles fondamentaux à la liberté religieuse, tels que des lois autorisant les activités religieuses uniquement avec le consentement des responsables du gouvernement du Pathet Lao, et des lois permettant au gouvernement de déterminer si une communauté religieuse est en accord avec ses propres enseignements.
D'autres organisations non gouvernementales (ONG), des défenseurs de la liberté religieuse et des droits de l'homme, des experts politiques et des membres du Congrès ont défendu les travaux de recherche de la Commission américaine sur la liberté religieuse internationale et divers rapports sur la persécution religieuse croissante et grave du gouvernement du Pathet Lao au Laos, en réponses aux critiques controversées de Seiple. Ils ont dénoncé les conflits d'intérêts potentiels impliquant des subventions que Seiple, ou une organisation à but non lucratif liée à Seiple, aurait reçues de fonctionnaires du Département d'État américain pour apparemment chercher à minimiser l'aggravation flagrante des persécutions religieuses et des violations généralisées des droits de l'homme par le gouvernement laotien et l'Armée populaire lao.

### Asie centrale
En 2007, S. Frederick Starr, Brenda Shaffer et Svante Cornell, experts de l’Asie centrale et des affaires étrangères, ont accusé l’USCIRF de défendre les droits des groupes qui cherchent à imposer une coercition religieuse à d’autres au nom de la liberté religieuse dans les États d’Asie centrale que sont l’Azerbaïdjan, le Kazakhstan, le Kirghizistan, le Tadjikistan, le Turkménistan et l’Ouzbékistan. L'USCIRF a fustigé ces pays pour leurs restrictions excessives à la liberté religieuse et leur répression des groupes religieux non traditionnels, alors qu'ils pratiquent une séparation stricte entre l'Église et l'État, qu'ils refusent de faire de l'islam la religion d'État et qu'ils aient un système législatif laïc.
Le ministère des Affaires étrangères du Tadjikistan a dénoncé le rapport de l'USCIRF le 13 mars 2020. Le Tadjikistan a demandé au Département d’État américain de s’abstenir de publier des informations non vérifiées et sans fondement, qui n'ont aucun rapport avec la situation réelle de l’État de droit et du respect des droits de l’homme au Tadjikistan.

## Critiques

### Accusations de partialité chrétienne et autres problèmes
Une ancienne analyste politique, Safiya Ghori-Ahmad, a déposé une plainte auprès de la Commission pour l'égalité des chances en matière d'emploi, alléguant qu'elle avait été licenciée parce qu'elle était musulmane et membre d'un groupe de pression, le Conseil musulman des affaires publiques (Muslim Public Affairs Council). Les commissaires actuels et certains autres défenseurs de la liberté religieuse nient les allégations de partialité. La Commission a également été accusée de luttes intestines et d’inefficacité.
Jemera Rone, de Human Rights Watch, a déclaré à propos du rapport : « Je crois que l'historique législatif de cette loi reflètera probablement qu'il y avait un grand besoin de protéger les droits des chrétiens... Je pense donc qu'il incombe probablement au gouvernement américain de démontrer que, par cette loi, il ne s'engage pas dans une croisade ou un acte de prosélytisme au nom de la religion chrétienne ».
Dans une étude de 2009 sur la Loi de 1998 sur la liberté religieuse internationale , l'Institute of Global Engagement déclare que la politique internationale des États-Unis en matière de liberté religieuse était problématique en ce sens qu'elle « s'est davantage concentrée sur les dénonciations rhétoriques des persécuteurs et la libération des prisonniers religieux que sur la création des institutions politiques et culturelles essentielle à la liberté religieuse », et avait donc été inefficace. Il explique également que la politique de l’USCIRF était souvent perçue comme une attaque contre la religion, l’impérialisme culturel ou une façade pour les missionnaires américains. Le rapport recommande qu'une plus grande attention soit accordée à la liberté religieuse dans la diplomatie et la politique étrangère des États-Unis en général et que l'USCIRF consacre davantage d'attention au suivi de l'intégration des questions de liberté religieuse dans la politique étrangère.
En 2018, la nomination de Tony Perkins en tant que commissaire a été critiquée. Des organisations telles que GLAAD, l' Hindu American Foundation, des groupes athées et humanistes et d'autres ont mis en doute la crédibilité de Perkins, citant ses positions contre les non-chrétiens et les personnes LGBTQ. Le Southern Poverty Law Center a également critiqué Perkins pour ses thèses chrétiennes d'extrême droite, ses opinions anti-LGBT, ses liens avec le Ku Klux Klan et d'autres groupes suprémacistes blancs, qualifiant son organisation évangélique, le Family Research Council, de « groupe haineux ».

### Lectures complémentaires
- Stahnke, Tad. Un paradoxe de l’indépendance : la Commission américaine sur la liberté religieuse internationale. Revue de la foi et des affaires internationales 6.2 (2008). Imprimer.